# Concile mérovingien
Les conciles mérovingiens  sont des  réunions d'évêques convoqués par les rois des Francs de l'époque mérovingienne, entre 511 (concile d'Orléans) et  673.
Au nombre d'environ une soixantaine, ces conciles n'eurent pour la plupart pas de fin dogmatique ; ils tendaient à codifier les rapports du roi et de l’Église catholique, : ils posèrent les bases de l'organisation hiérarchique de l’Église autour des évêques nommés par le roi, et délimitèrent les compétences juridiques des différents tribunaux. De nombreux canons portent sur la gestion des biens matériels de l’Église, et sur l'organisation de la vie monastique.

## Liste
- 511 - Concile d'Orléans
- 517 - Concile d'Épaone
- 518 - Concile de Lyon
- 524 - Concile d'Arles
- 527 - Concile de Carpentras
- 529 - Concile d'Orange
- 529 - Concile de Vaison
- 533 - Concile de Marseille
- 533 - Concile d'Orléans
- 535 - Concile de Clermont
- 538 - Concile d'Orléans
- 541 - Concile d'Orléans
- 549 - Concile d'Orléans
- 553 - Concile de Paris
- 554 - Concile d'Arles
- 567 - Concile de Tours
- 581 - Premier concile de Mâcon
- 585 - Second concile de Mâcon
- 614 - Concile de Paris
- 650 - Concile de Chalon